# Long Thủy
Long Thủy là một phường thuộc thị xã Phước Long, tỉnh Bình Phước, Việt Nam.

## Địa lý
Phường Long Thủy nằm ở phía đông bắc thị xã Phước Long, có vị trí địa lý:
- Phía đông giáp phường Thác Mơ
- Phía tây giáp xã Long Giang
- Phía nam giáp phường Thác Mơ và phường Sơn Giang
- Phía bắc giáp huyện Bù Gia Mập.

Phường có diện tích 3,97 km², dân số năm 2009 là 6.954 người, mật độ dân số đạt 1.751 người/km².

## Lịch sử
Phường Long Thủy được thành lập vào ngày 11 tháng 8 năm 2009 trên cơ sở 397,04 ha diện tích tự nhiên và 6.954 người của thị trấn Thác Mơ.